# 구니요시 다카히로
구니요시 다카히로(일본어: 國吉 貴博, 1988년 5월 28일 ~ )는 일본의 전 축구 선수이다.

## 구단 경력
그는 2007년부터 2017년까지 J리그의 방포레 고후, 사간 도스, 카탈레 도야마에서 활동하였다.